# Königsberger Express
De Königsberger Express is een Duitstalig maandblad dat verschijnt in Kaliningrad, Rusland. De krant verschijnt zowel in gedrukte vorm als in online-uitgave. 
De krant bestaat sinds 1992 en verscheen voor het eerst in mei 1993. Ondanks de historische naam Königsberg is het geen Duits maar een Russisch project. Sinds 2007 is Igor Sarembo de uitgever van de krant. Informatiebronnen zijn regionale Russische kranten en Russische persagentschappen. De gedrukte versie wordt gedrukt bij Rautenberg Media & Verlag KG in Troisdorf, NRW. 